# Kristus

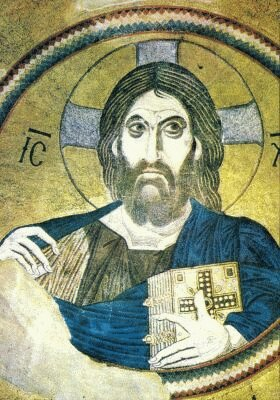
Ježíš Kristus

Kristus (latinsky christus, odvozeno z řeckého christos [χριστος], kalk hebrejského mašiach [מַשִׁיחַ]) znamená „pomazaný“, Mesiáš, Bohem vyvolený král. V křesťanství jde o jeden z nejdůležitějších titulů Ježíše z Nazareta, který jej označuje za Bohem slíbeného a židy očekávaného spasitele.

## Vývoj použití titulu
Řecké christos je v překladu Starého zákona ekvivalentem pro hebrejské mašiach a znamená „pomazaný“ v tom nejširším smyslu, především však jako trojí úřad kněze, krále, nebo proroka, což byly úřady, do nichž se vstupovalo skrze pomazání olejem. V pozdějším starozákonním židovství se mašiach (počeštěně mesiáš) stal eschatologickým očekávaným „Božím pomazaným“ ve smyslu ideálního krále, proroka a velekněze.
Pro křesťanské věřící je tímto očekávaným mesiášem Ježíš z Nazareta. Proto mu od počátku přisuzují tento titul, který v Novém zákoně najdeme v řecké podobě christos, počeštěně Kristus. Za pomazání u Ježíše většina křesťanů považuje jeho křest v Jordánu, kdy na něho sestoupil Duch Svatý v podobě holubice.
S tím ovšem rozhodně nesouhlasí pravoslavní, kteří tvrdí, že Ježíš se jako Kristus čili Pomazaný již narodil. Každopádně je však výraz Kristus jako Ježíšův titul používán na různých místech Nového zákona. Od tohoto titulu je odvozeno i slovo křesťan, tj. „kristovec“, ten, kdo vyznává Ježíše jako Krista, Mesiáše, a svůj život podřizuje jeho učení a příkladu. Na skutečný původ tohoto jména nás může upomenout např. arabská verze, znějící iású' al-masíh, a označení křesťana jako al-masíhí, „mesiášovec“.
V epištole Filipským je jedno místo, kde se dá výraz Kristus přeložit buď jako titul („Pán Ježíš je Kristus“) nebo jméno („Pán je Ježíš Kristus“, případně „Pán Ježíš Kristus“). Tato nejistota v překladu jen poukazuje na fakt, že se z Krista coby titulu velmi rychle stala součást vlastního jména, a tak je už ve většině Nového zákona titul Kristus používán jako Ježíšovo vlastní jméno. V tomto smyslu je známe i my dnes. Tak či onak je Ježíš považován za očekávaného davidovského krále, za Božího pomazaného, ze konečného velekněze, kterého předpovídali starozákonní proroci, naplněním všech nadějí. I když by bylo podle epištoly Filipským přesnější chápat Krista jako pravý a dokonalý obraz Boží ve smyslu toho, že jeho způsob bytí náleží Bohu, je proniknut Bohem a zjevuje Boha, přesto se v dějinách hlavních křesťanských směrů začalo s učením o ontologické totožnosti Krista s Bohem.